# ماتیا زاکانی
ماتیا زاکانی (انگلیسی: Mattia Zaccagni؛ زادهٔ ۱۶ ژوئن ۱۹۹۵) بازیکن فوتبال اهل ایتالیا است که برای باشگاه لاتزیو بازی می‌کند. و در تیم ملی ایتالیا هم سابقه بازی دارد. 